# Zygmunt Błażejewicz
Zygmunt Błażejewicz ps. „Zygmunt” (ur. 20 września 1918 w Witebsku, zm. 1 kwietnia 2017 w USA) – porucznik Armii Krajowej, żołnierz powojennego polskiego podziemia niepodległościowego, dowódca 1 szwadronu 5 Brygady Wileńskiej AK.

## Życiorys
W 1938 zdał maturę w Gimnazjum ojców Jezuitów w Wilnie, a w czerwcu 1939 ukończył Dywizyjny Kurs Podchorążych Rezerwy 1 Dywizji Piechoty Legionów przy 5 pułku piechoty Legionów w Wilnie z tytułem podchorążego rezerwy. Walczył w wojnie obronnej 1939 w 2. kompanii ciężkich karabinów maszynowych 6 pułku piechoty Legionów. Od listopada 1939 w konspiracji, w grupie SZP-ZWZ-AK „Niemenczyn”. Od września 1943 w oddziale partyzanckim por. Adama Boryczki „Tońka”, stanowiącym zalążek 6 Brygady Wileńskiej (w patrolu por. Piotra Motylewicza „Szczepcia”). W 6 Brygadzie w 1944 dowodził plutonem szturmowym. Wykonał szereg akcji przeciw niemieckim i litewskim siłom okupacyjnym oraz grupom komunistyczno-rabunkowym i partyzantce sowieckiej. 11 listopada 1944 awansowany na porucznika. Od grudnia 1944 do końca marca 1945 dowódca sekcji egzekucyjnej Obwodu Bielsk Podlaski (na jej czele wykonał kilka akcji bojowych (w tym ataku na sowiecki magazyn wojskowy we wsi Czaje-Wólka, zabijając 6 czerwonoarmistów) i 10 likwidacji (w tym w nocy na 6 stycznia 1945 we wsi Jakubowskie zlikwidował starszego lejtnanta Smiersza Aleksandra Dokszyna wraz z towarzyszącymi mu: funkcjonariuszem UB Pawłem Chomickim i komendantem posterunku MO w Boćkach Wiktorem Zielińskim). 
3 maja 1945 na szosie Bielsk Podlaski-Boćki szwadron „Zygmunta” urządził zasadzkę na samochód z milicjantami z Mielnika i funkcjonariuszami PUBP z Bielska; zginął funkcjonariusz UB, 3 zostało ciężko rannych (jeden z nich zmarł w szpitalu), a 1 został lekko ranny.
7 maja 1945 „Zygmunt” zlikwidował posterunek MO w Boćkach, likwidując kilkunastu milicjantów, oficera NKWD st. lejt. Iwana Czernowa i jednego szeregowego enkawudzistę. W nocy z 9 na 10 maja zlikwidował w Boćkach dwóch współpracowników NKWD. 15 maja we wsi Binduga w gm. Narew ujął i rozstrzelał sierżanta NKWD Matwieja Kałmykowa oraz ukarał spaleniem chlewa i stodoły jednego z gospodarzy za współpracę z NKWD.
16 maja „Zygmunt” w wyniku potyczki we wsi Potoka z grupą białostockiej straży więziennej, milicjantów i żołnierzy KBW został ranny. Konsekwencją było najbardziej kontrowersyjne wydarzenie z jego udziałem – zastrzelenie czterech mieszkańców wsi oraz dowódcy grupy wojskowej, a także późniejsze spalenie wsi. Z relacji mieszkańców wynika, iż po potyczce oddział schronił się w szopie w pobliskim majątku Hieronimowo, którą KBW zlokalizowało i spaliło – w odwecie „Zygmunt” i jego oddział spalił 22 maja wieś Potoka. W wyniku podpalenia wsi w pożarze zginęło troje dzieci i jeden dorosły.
28 maja 1 szwadron pod dowództwem „Zygmunta” stoczył we wsi Majdan walkę z grupą operacyjną NKWD i KBW, która straciła 6 zabitych i 5 rannych funkcjonariuszy NKWD oraz 9 zabitych i zaginionych i 8 rannych żołnierzy KBW; partyzanci stracili 3 zabitych i 4 rannych.
26 czerwca zaatakował sowiecki posterunek wojskowy i stację kolejową w osadzie Strabla, zabijając kilku czerwonoarmistów. Następnie podpalił kilka zabudowań w białoruskiej wiosce (prawdopodobnie Iwanówce) w odwet za czynną pomoc udzielaną przez jej mieszkańców NKWD i UB.
7 lipca 1945 w Brzezinach zlikwidował dziesięcioosobową grupę sowieckiej prokuratury wojskowej, w tym pułkownika Pawła Wasiljewa i 3 kapitanów. 13 lipca na drodze Ciechanowiec-Siemiatycze rozbił kolumnę samochodową, zabijając oficera i czterech żołnierzy Armii Czerwonej i biorąc do niewoli 16 żołnierzy LWP i oficera politycznego, por. Michała Żabińskiego, którego na prośbę jego dotychczasowych podkomendnych rozstrzelano. 8 sierpnia pod wsią Sikory rozbił grupę operacyjną LWP, która straciła 15 zabitych, w tym 2 oficerów politycznych (kpt. Franciszka Jachimowicza i por. Franciszka Kamieńskiego).
18 sierpnia 1945 1 szwadron „Zygmunta” wraz z oddziałem Władysława Łukasiuka „Młota” zniszczył w Miodusach Pokrzywnych grupę operacyjną NKWD, UB i LWP; zginęło 18 enkawudzistów (w tym dowódca, mjr Wasilij Gribko, i 2 innych oficerów NKWD), 3 ubeków, 11 żołnierzy LWP oraz dwóch informatorów, sędzia i prokurator („Zygmunt” osobiście zastrzelił wówczas porucznika UB Władysława Piwowarczyka). Partyzanci stracili 8 zabitych i 10 rannych.
4 października 1945 „Zygmunt” wraz z żoną – sanitariuszką Alicją z d. Trojanowską – i kilkoma partyzantami opuścił oddział, a następnie udał się do zachodnich Niemiec, a później do USA, gdzie osiadł.
Odznaczony dwukrotnie Krzyżem Walecznych, Krzyżem Armii Krajowej oraz Medalem „Za udział w wojnie obronnej 1939”. We wrześniu 2011 r. otrzymał od Prezydenta Rzeczypospolitej Krzyż Komandorski Orderu Odrodzenia Polski oraz nominację na stopień podpułkownika, a Prezes Rady Ministrów przyznał mu rentę specjalną. 1 marca 2017 roku awansowany został na stopień pułkownika.
Zmarł 1 kwietnia 2017 w USA,  został pochowany 11 kwietnia w Mesa w stanie Arizona.